# Tuscaloosa County
Das Tuscaloosa County ist ein County im US-Bundesstaat Alabama der Vereinigten Staaten. Der Verwaltungssitz (County Seat) ist Tuscaloosa.

## Geographie
Das County liegt im mittleren Nordwesten von Alabama und hat eine Fläche von 3500 Quadratkilometern, wovon 70 Quadratkilometer Wasserfläche sind. Es grenzt im Uhrzeigersinn an folgende Countys: Walker County, Jefferson County, Bibb County, Hale County, Greene County, Pickens County und Fayette County.

## Geschichte
Tuscaloosa County wurde am 6. Februar 1818 gebildet. Der Name stammt aus dem Choctaw und bezeichnet die Häuptlinge dieses Indianervolkes. Wörtlich übersetzt bedeutet er „Schwarzer Krieger“. Möglicherweise geht Tuscaloosa aber auch auf einen bestimmten historischen Stammesführer zurück.

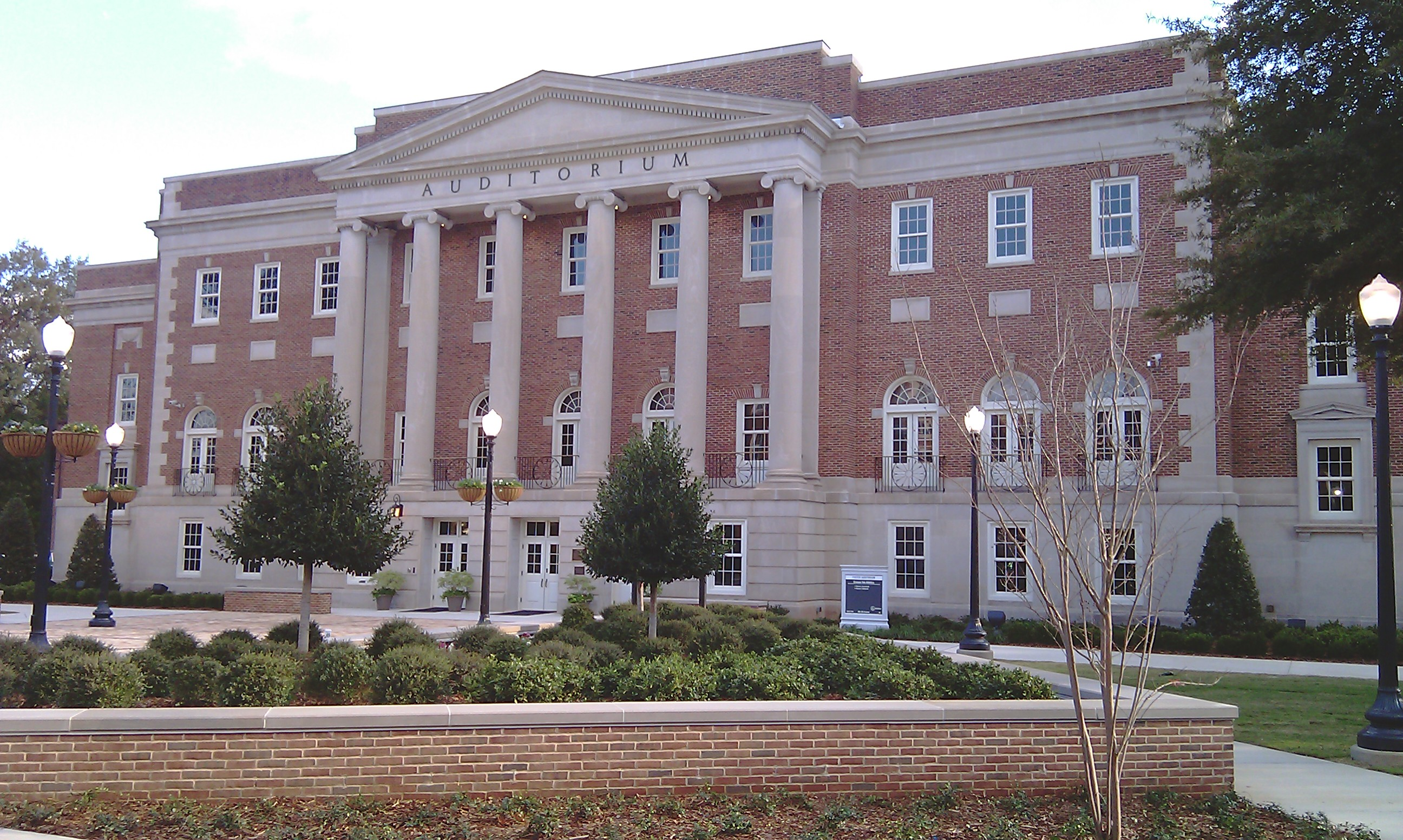
Foster Auditorium, The University of Alabama (2010)

38 Bauwerke und Stätten im County sind im National Register of Historic Places (NRHP) eingetragen (Stand 14. April 2020), darunter hat mit dem Foster Auditorium, The University of Alabama eines den Status eines National Historic Landmarks.

## Sonstiges
An der University of Alabama in Tuscaloosa  befindet sich das University of Alabama Arboretum, ein Arboretum mit einer Fläche von 24,3 Hektar.

## Demographische Daten

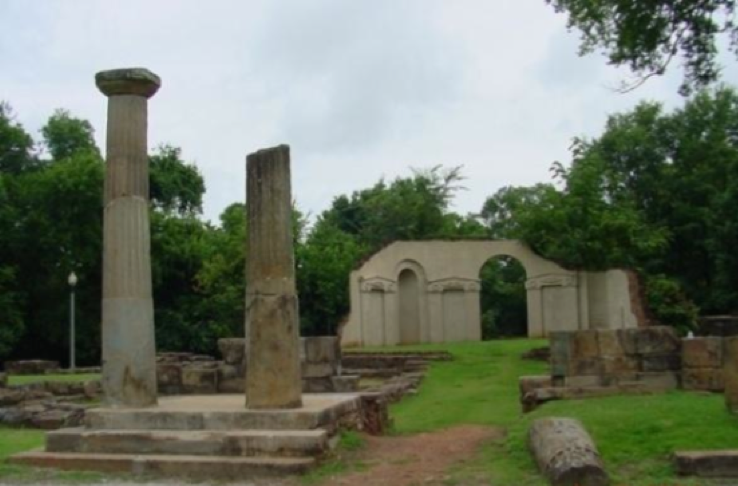
Die Ruinen des 1849 durch ein Feuer zerstörte ehemalige Alabama State Capitols

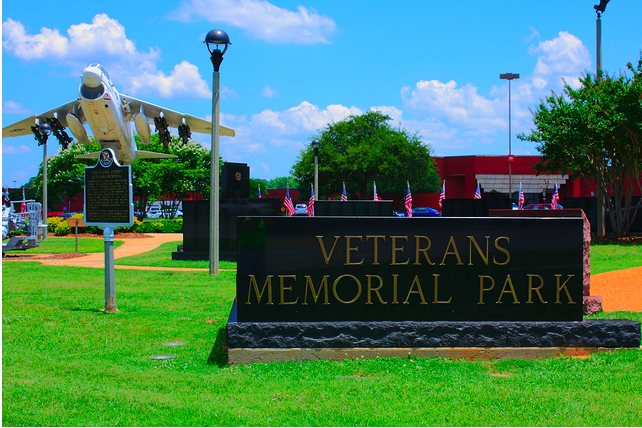
Der Veterans Memorial Park bei Tuscaloosa

Nach der Volkszählung aus dem Jahr 2000 lebten im Tuscaloosa County 164.875 Menschen. Davon wohnten 8.691 Personen in Sammelunterkünften, die anderen Einwohner lebten in 64.517 Haushalten und 41.677 Familien. Die Bevölkerungsdichte betrug 48 Einwohner pro Quadratkilometer. Ethnisch betrachtet setzte sich die Bevölkerung zusammen aus 68,12 Prozent Weißen, 29,31 Prozent Afroamerikanern, 0,23 Prozent amerikanischen Ureinwohnern, 0,92 Prozent Asiaten, 0,03 Prozent Bewohnern aus dem pazifischen Inselraum und 0,56 Prozent aus anderen ethnischen Gruppen; 0,82 Prozent stammten von zwei oder mehr Ethnien ab. 1,29 Prozent der Bevölkerung waren spanischer oder lateinamerikanischer Abstammung.
Von den 64.517 Haushalten hatten 30,3 Prozent Kinder und Jugendliche unter 18 Jahren, die bei ihnen lebten. In 47,2 Prozent lebten verheiratete, zusammen lebende Paare, 14,0 Prozent waren allein erziehende Mütter, 35,4 Prozent waren keine Familien, 28,4 Prozent aller Haushalte waren Singlehaushalte und in 8,3 Prozent lebten Menschen im Alter von 65 Jahren oder darüber. Die Durchschnittshaushaltsgröße betrug 2,42 und die durchschnittliche Familiengröße betrug 3,00 Personen.
23,4 Prozent der Bevölkerung waren unter 18 Jahre alt, 16,5 Prozent zwischen 18 und 24, 28,1 Prozent zwischen 25 und 44, 20,8 Prozent zwischen 45 und 64 und 11,3 Prozent waren 65 Jahre oder älter. Das Durchschnittsalter betrug 32 Jahre. Auf 100 weibliche Personen kamen 92,8 männliche Personen und auf Frauen im Alter von 18 Jahren und darüber kamen 89,5 Männer.
Das jährliche Durchschnittseinkommen eines Haushalts betrug 34.436 USD, das Durchschnittseinkommen einer Familie 45.485 USD. Männer hatten ein Durchschnittseinkommen von 34.807 USD, Frauen 24.128 USD. Das Pro-Kopf-Einkommen betrug 18.998 USD. 11,3 Prozent der Familien und 17,0 Prozent der Einwohner lebten unterhalb der Armutsgrenze.

## Orte im Tuscaloosa County
- Abernant
- Brookwood
- Brownville
- Bucksville
- Buhl
- Bull City
- Burchfield
- Caffee Junction
- Cedar Cove
- Chambers
- Cloverdale
- Coaling
- Coker
- Cottondale
- Docray
- Dowdle
- Dudley
- Duncanville
- East Brookwood
- Echola
- Elrod
- Englewood
- Fleetwood
- Fosters
- Grimes
- Hagler
- Holman
- Holt
- Howton
- Hull
- Kellerman
- Kimbrell
- Lake View
- Maxwell
- Million Dollar Lake Estates
- Moores Bridge
- Moundville
- New Lexington
- Northport
- Pattersontown
- Pearson
- Peterson
- Ralph
- Rickey
- Romulus
- Samantha
- Sandtown
- Searles
- Shirley
- South Holt
- Stokes
- Taylorville
- Three Forks
- Tuscaloosa
- Vance
- Whitson
- Wiley
- Windham Springs
- Yolande